# دن ویلسون (موسیقی‌دان)
دن ویلسون (انگلیسی: Dan Wilson؛ زادهٔ ۲۰ مهٔ ۱۹۶۱) خواننده-ترانه‌پرداز، گیتارنواز، و تهیه‌کننده موسیقی اهل ایالات متحده آمریکا است. وی از سال ۱۹۸۸ میلادی تاکنون مشغول فعالیت بوده‌است.